# Lindenfeld (Neu-Seeland)
Lindenfeld, niedersorbisch Lindojske Pólo, ist ein zum Ortsteil Bahnsdorf gehörender Wohnplatz der Gemeinde Neu-Seeland im Landkreis Oberspreewald-Lausitz im Süden des Landes Brandenburg. Der Ort gehört dem Amt Altdöbern an.

## Lage
Die Ausbausiedlung Lindenfeld liegt in der Niederlausitz, etwa neun Kilometer östlich von Großräschen und elf Kilometer Luftlinie nordöstlich von Senftenberg. Der Ort gehört zum amtlichen Siedlungsgebiet der Sorben/Wenden. Umliegende Dörfer sind Lindchen im Norden, Neupetershain im Nordosten, die Stadt Welzow im Osten, Lieske im Süden, Sornoer Buden im Südwesten, Bahnsdorf im Westen und Zollhaus im Nordwesten.
Östlich von Lindenfeld liegt der Flugplatz Welzow. Die Siedlung liegt einen Kilometer östlich der Kreisstraße 6615 und zwei Kilometer südöstlich der Bundesstraße 169.

## Geschichte
Lindenfeld ist eine sehr junge Siedlung, gegründet wurde der Ort erst Anfang des 20. Jahrhunderts als Ausbausiedlung des benachbarten Bahnsdorf. 1906 wurde der Ort erstmals erwähnt. Der Ortsname bezieht sich auf die Lage des Ortes „auf einem Lindenfeld“. Bis 1952 gehörte der Ort zum Landkreis Senftenberg (hieß bis 1950 Landkreis Calau) und danach bis zur Wiedervereinigung zum Kreis Senftenberg im DDR-Bezirk Cottbus. Seit dem 6. Dezember 1993 liegt Lindenfeld im Landkreis Oberspreewald-Lausitz. Am 1. Februar 2002 wurde die Gemeinde Bahnsdorf, zu der Lindenfeld bereits seit der Gründung gehörte, mit drei weiteren Gemeinden zu der Gemeinde Neu-Seeland zusammengeschlossen.
Seit der Genehmigung zur Öffnung des Teilfeldes II des Braunkohletagebaus Welzow-Süd im Jahr 2013 war Lindenfeld zur Devastierung vorgesehen. Der Abriss des Ortes sollte bis 2040 und die Umsiedlung ein halbes Jahrzehnt zuvor abgeschlossen sein. Am 13. Januar 2021 gab der Tagebaubetreiber LEAG bekannt, auf eine Öffnung des Teilfeldes II zu verzichten, wodurch Lindenfeld nun nicht mehr devastiert wird.